# Ignacy Łukasiewicz
Jan Józef Ignacy Łukasiewicz (1822 - 1882) fue un farmacéutico polaco y el inventor del primer método de destilar queroseno a través del filtrado del petróleo. Fue también el fundador de la industria polaca del petróleo y uno de los pioneros en el mundo de la industria petrolífera. Entre sus éxitos está el descubrimiento del refinado del queroseno desde el crudo (1852), la lámpara de queroseno (1853) y el descubrimiento del primer pozo de petróleo (1854) y la construcción de la primera refinería de petróleo (1856).
Fue el primero en el mundo en utilizar los beneficios del petróleo crudo a escala industrial. Un organizador muy eficiente, con el tiempo ganó mucho dinero con el petróleo. También fue un gran activista social. Promovió el establecimiento de tribunales, la construcción de carreteras y puentes, escuelas, hospitales, etc., financiando de su propio bolsillo muchas iniciativas, luchó contra la pobreza y el alcoholismo en la región, creó fondos de ayuda y fondos de pensiones. Intentó desarrollar allí la naciente industria petrolera, no concentrándola enteramente en sus propias manos, sino alentando y ayudando a establecer otras empresas también. 
Łukasiewicz fue también un filántropo en Galicia (Europa Central). Por su impulso al desarrollo económico de la región, el pueblo decía que las carreteras habían sido hechas con sus florines.

## Biografía

### Juventud y estudios
Ignacy Łukasiewicz nació el 8 de marzo de 1822 en Zaduszniki, cerca de Mielec, en el Imperio austríaco (después de las particiones de Polonia) como el menor de cinco hermanos. Su familia era de origen armenio. Sus padres fueron Apolonia, de soltera Świetlik, y Józef Łukasiewicz, miembro de la nobleza intelectual local con derecho a usar el escudo de armas de Łada y veterano del Levantamiento de Kościuszko. La familia alquiló una pequeña mansión en Zaduszniki, pero poco después del nacimiento de Ignacy, las dificultades económicas los obligaron a trasladarse a la cercana ciudad de Rzeszów. Allí, Ignacy ingresó en la escuela secundaria local (Konarski's Gymnasium), pero no aprobó los exámenes y se fue en 1836. Para ayudar a sus padres y mantener económicamente a todos los familiares, se mudó a Łańcut, donde comenzó a trabajar como asistente de farmacéutico. Hacia el final de su vida, Łukasiewicz solía describir su infancia como feliz; el ambiente hogareño era patriótico y algo democrático, y solía recordar a su primer tutor, el coronel Woysym-Antoniewicz, que residía en su casa.
De 1848 a 1852 estudió farmacia en la Universidad Jagelónica de Cracovia.

### Participación en movimientos políticos

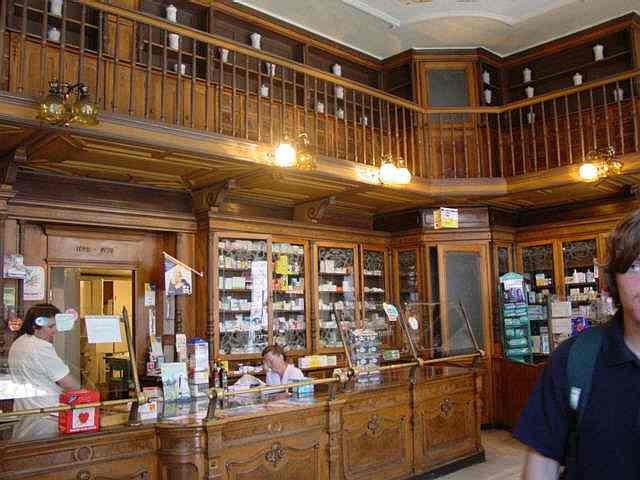
Farmacia Gold Star de Mikolasch en Leópolis.

Al mudarse a Łańcut, Łukasiewicz también se involucró en varias organizaciones políticas que apoyaban la idea de restaurar la soberanía e independencia polacas y participó en muchas reuniones políticas en la zona. En 1840 regresó a Rzeszów, donde continuó trabajando en la farmacia privada de Edward Hübl. En 1845 conoció al diplomático y activista Edward Dembowski, quien admitió a Łukasiewicz en la ilegal "Centralización de la Sociedad Democrática Polaca", un partido que se centró en políticas radicales y apoyó una revuelta contra el gobierno austriaco. Fue miembro del movimiento independentista polaco Towarzystwo Demokratyczne Polskie. El objetivo de la organización era preparar un levantamiento nacional contra los tres poderes de partición. Dado que el movimiento fue visto como un posible peligro para la monarquía austriaca, el 19 de febrero de 1846 Łukasiewicz y varios otros miembros del partido fueron arrestados por las autoridades austriacas y encarcelados en la ciudad de Leópolis. Sin embargo, el 27 de diciembre de 1847, Łukasiewicz fue puesto en libertad por falta de pruebas, pero durante el resto de su vida se lo consideró "políticamente poco confiable" y a menudo observado por la policía local que estaba en posesión de sus registros. También se le ordenó permanecer en Leópolis con su hermano mayor Franciszek.

### Carrera como químico
El 15 de agosto de 1848 fue empleado en una de las mejores y más grandes farmacias de la Galicia austríaca (la llamada "Polonia austríaca"); la farmacia Golden Star (Pod Złotą Gwiazdą) en Leópolis, propiedad de Piotr Mikolasch. En 1850, se publicó un almanaque farmacéutico portátil y un documento precioso titulado Manuskrypt, el trabajo conjunto de Mikolasch y Łukasiewicz. Debido a este logro, las autoridades le otorgaron un permiso para continuar sus estudios farmacéuticos en la Universidad Real Jaguelónica de Cracovia. Después de varios años de estudios, financiados en su mayoría por Mikolasch, aprobó todos sus exámenes universitarios excepto el de farmacognosia, lo que le impidió graduarse. Finalmente, el 30 de julio de 1852, Łukasiewicz se graduó en el departamento de farmacia de la Universidad de Viena, donde obtuvo una maestría en farmacéutica. Tan pronto como regresó a la farmacia de Piotr Mikolasch en Leópolis comenzó una nueva etapa de su vida dedicada a los estudios sobre la explotación del queroseno.

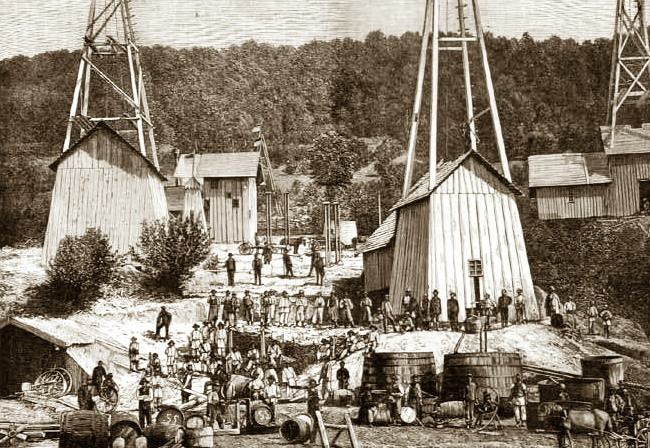
Pozos petroleros en la Galicia austríaca.

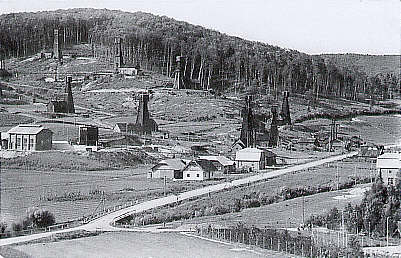
Pozos de petróleo, Grabownica Starzeńska, 1930.

### Industria del petróleo y lámpara de aceite
Si bien se sabía que el petróleo existía durante mucho tiempo en la región subcarpática- gallega, se usaba más comúnmente como droga y lubricante para animales, pero Łukasiewicz fue la primera persona en destilar el líquido en Polonia y en el mundo y pudo explotar para la iluminación y crear una nueva industria. Tras sus trabajos sobre la destilación de petróleo por el método de destilación fraccionada, realizados con Jan Zeh en la farmacia "Pod Złotą Gwiazdą" propiedad de Piotr Mikolasch en Leópolis, inventó la primera lámpara de queroseno moderna en 1853. En otoño de 1852, Łukasiewicz, Mikolasch y su colega John Zeh analizaron el petróleo, que fue proporcionado en unos pocos barriles por comerciantes de la ciudad de Drohobycz. Después de los métodos y procesos farmacéuticos, el petróleo purificado se obtenía y se vendía en las farmacias locales, pero los pedidos eran pequeños debido a los altos precios. A principios de 1854, Łukasiewicz se mudó a Gorlice, donde continuó su trabajo. Creó muchas empresas junto con empresarios y terratenientes. Ese mismo año, abrió el primera pozo de petróleo del mundo en Bóbrka, cerca de Krosno (todavía operativa en 2020). Al mismo tiempo, Łukasiewicz continuó su trabajo en lámparas de queroseno. Más tarde ese año, instaló la primera farola de queroseno en el distrito Zawodzie de Gorlice. En los años siguientes, abrió varios otros pozos de petróleo, cada uno como una empresa conjunta con comerciantes y empresarios locales. En 1856 en Ulaszowice, cerca de Jasło, abrió una "destilería de petróleo", la primera refinería de petróleo industrial del mundo. Como la demanda de queroseno todavía era baja, la planta inicialmente producía principalmente productos artificiales, asfalto, aceite para máquinas y lubricantes. La refinería fue destruida en un incendio de 1859, pero fue reconstruida en Polanka, cerca de Krosno, al año siguiente.
Su objetivo era el desarrollo de la naciente industria petrolera galiziana, no por sí mismo sino convenciendo y ayudando a otros a crear industrias y empresas. Así, mostró sus herramientas y métodos a los Rockefeller, que vinieron de Estados Unidos para ver sus instalaciones, pozos y refinerías. Recibieron la información y realizaron bocetos.[cita requerida]  Cinco años después del primer pozo polaco de Łukasiewicz en Bóbrka, el 28 de agosto de 1859 se realizó la primera perforación petrolífera estadounidense en Titusville (Pensilvania) por Edwin Drake, seguido más tarde por la Standard Oil de los Rockefeller.

## Vida posterior y fallecimiento

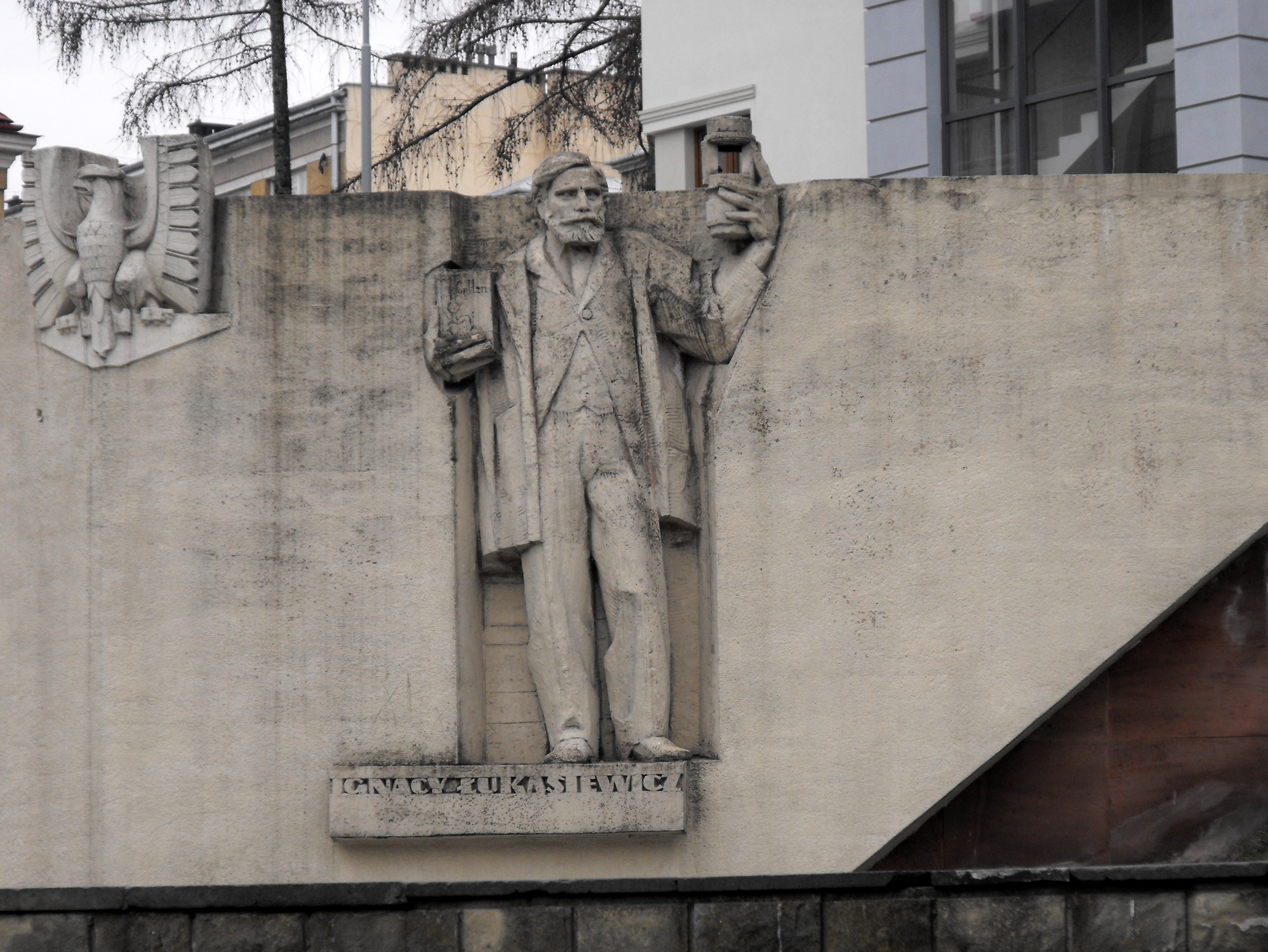
Ignacy Łukasiewicz sosteniendo una lámpara de petróleo (fragmento del Monumento del Milenio en Gorlice).

Łukasiewicz se casó en 1857 con su sobrina Honorata Stacherska y, tras perder a su única hija, Marianna, la pareja adoptó a Walentyna Antoniewicz.
En 1863, Łukasiewicz, que en 1858 se había mudado a Jasło, era un hombre rico. Apoyó abiertamente el levantamiento de enero de 1863 y financió ayuda a los refugiados. En 1865 compró una gran mansión y el pueblo de Chorkówka. Allí estableció otra refinería de petróleo. Habiendo adquirido una de las mayores fortunas de Galicia, Łukasiewicz impulsó el desarrollo de la industria petrolera en las zonas de Dukla y Gorlice. Dio su nombre a varias empresas mineras de petróleo de la zona, incluidos los pozos petrolíferos de Ropianka, Wilsznia, Smereczne, Ropa y Wójtowa. También se convirtió en benefactor regional y fundó un balneario en Bóbrka, una capilla en Chorkówka y una gran iglesia en Zręcin.
Fue un  filántropo, deseoso de permitir que el mayor número posible de personas pudiera utilizar petróleo. En aquella época se trataba de lámparas de aceite, por lo que distribuía sus lámparas gratuitamente a instituciones de caridad y les suministraba aceite gratuitamente. También promovió la creación de huertos, la construcción de carreteras y puentes, escuelas, iglesias y hospitales, financiando de su propio bolsillo numerosas obras. Luchó contra la pobreza y el alcoholismo y estableció fundaciones benéficas y fondos de pensiones. Se decía de él que "todos los caminos de Galicia Occidental estaban pavimentados con florines de Łukasiewicz".[cita requerida]
Como uno de los empresarios más conocidos de su tiempo, Łukasiewicz fue elegido miembro del Sejm galiciano. En 1877 también organizó el primer Congreso de la Industria Petrolera y fundó la Sociedad Nacional del Petróleo. Ignacy Łukasiewicz murió en Chorkówka, Reino de Galicia y Lodomeria, el 7 de enero de 1882 a causa de una neumonía y fue enterrado en el pequeño cementerio de la cercana (3 kilómetros) Zręcin, junto a la iglesia neogótica que había financiado.

## Reconocimientos y honores

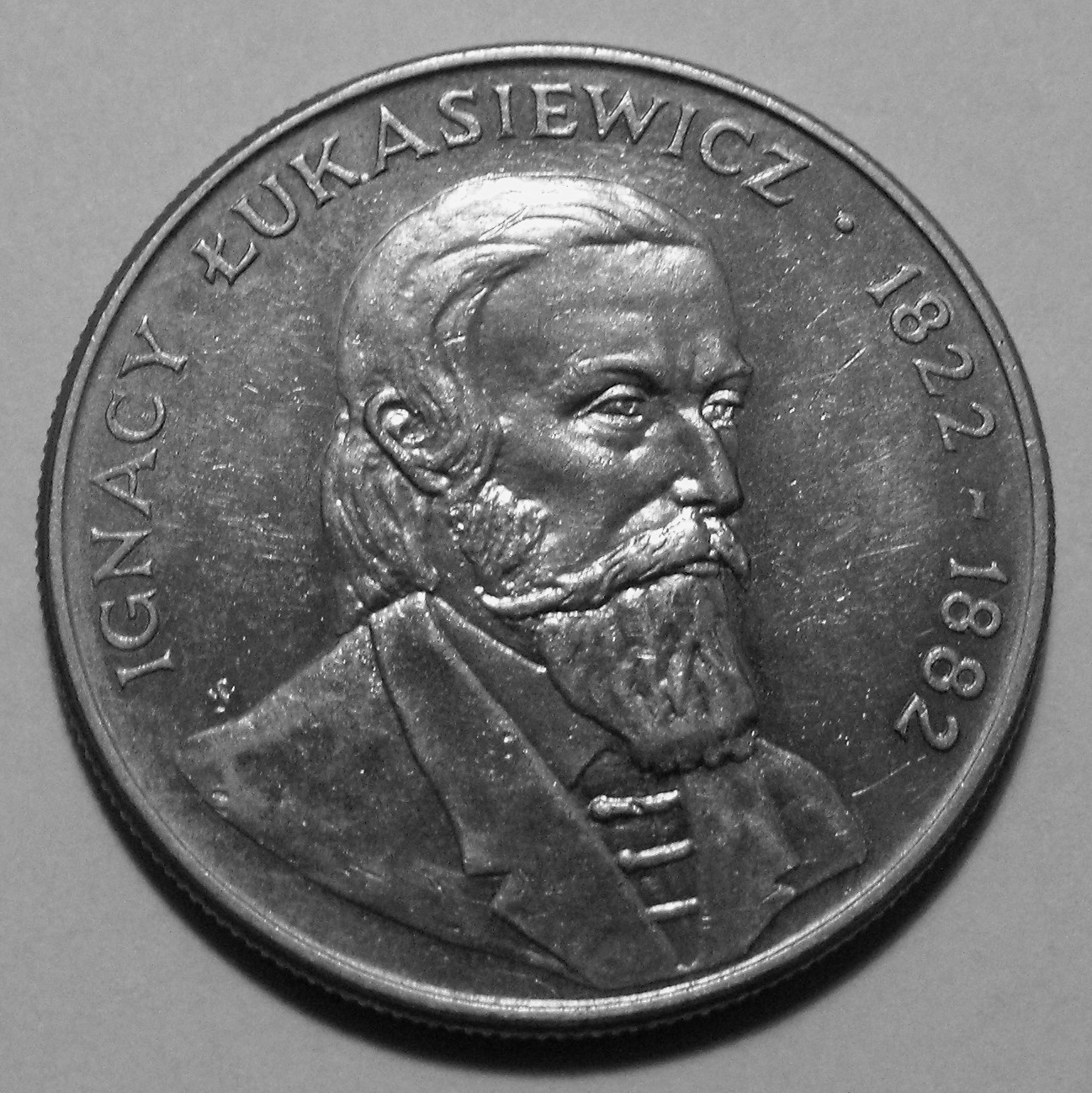
Moneda con la efigie de Ignacy Łukasiewicz (2009).

- En 1873, el Papa Pío IX le concedió el título de Camarlengo del Papa y de la Orden de San Gregorio Magno por sus actividades caritativas.[6]
- La Fábrica de Moneda polaca acuñó la moneda de 50 eslotis con su efigie en 1983, dentro de la seria Grandes Polacos.

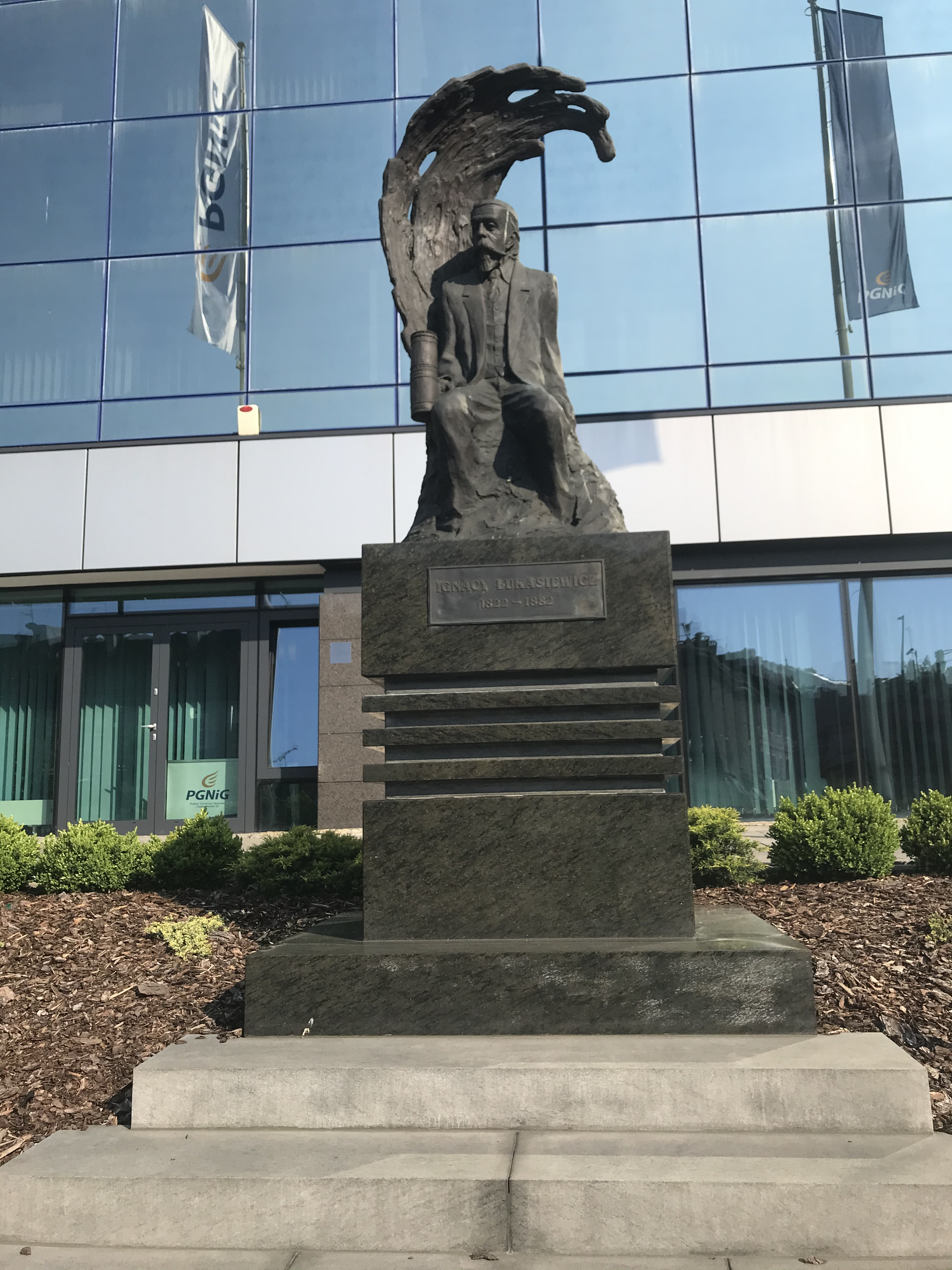
Monumento a Ignacy Łukasiewicz en Zielona Góra. Autor: Robert Tomak, inaugurado en 2008.